# Sodome ou la Quintessence de la débauche
Pour les articles homonymes, voir Sodome (homonymie).
Sodome ou la Quintessence de la débauche (Sodom, or the Quintessence of Debauchery en anglais) est une pièce de théâtre libertine de la fin du XVIIe siècle, généralement attribuée à John Wilmot, deuxième comte de Rochester. La détermination d'une date précise de composition est délicate, en raison notamment du désaccord sur l'identité de l'auteur.
Que l'auteur soit Rochester ou non, Sodome, la pièce constitue non seulement l'un des premiers textes pornographiques de l'histoire, mais aussi une satire déguisée de la cour de Charles II, en particulier de la tendance du roi à tolérer le catholicisme en Angleterre alors que cette foi était officiellement proscrite. Écrite vraisemblablement à l'époque de la Royal Declaration of Indulgence de 1672 (qui accordait une tolérance officielle aux catholiques ainsi qu'à d'autres courants de croyance), Sodome met en scène un roi dont l'insistance absurde à promouvoir la sodomie peut se lire comme une analogie des raisons, jugées mystérieuses, poussant Charles II à agir comme il le faisait au sujet des catholiques.